# Albin Denk

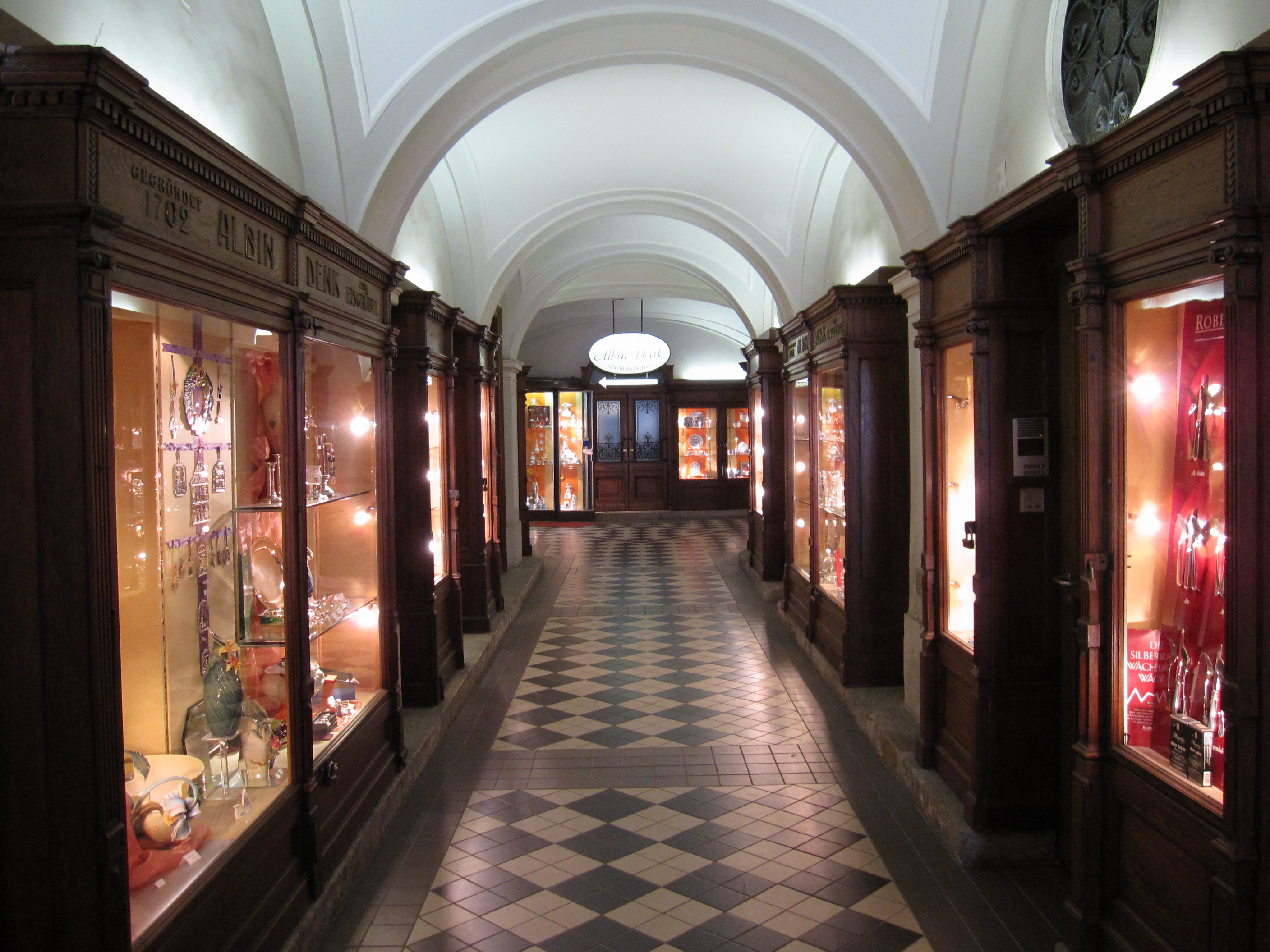
Einkaufspassage zum Albin Denk mit historischen Vitrinen, vom Wiener Graben aus

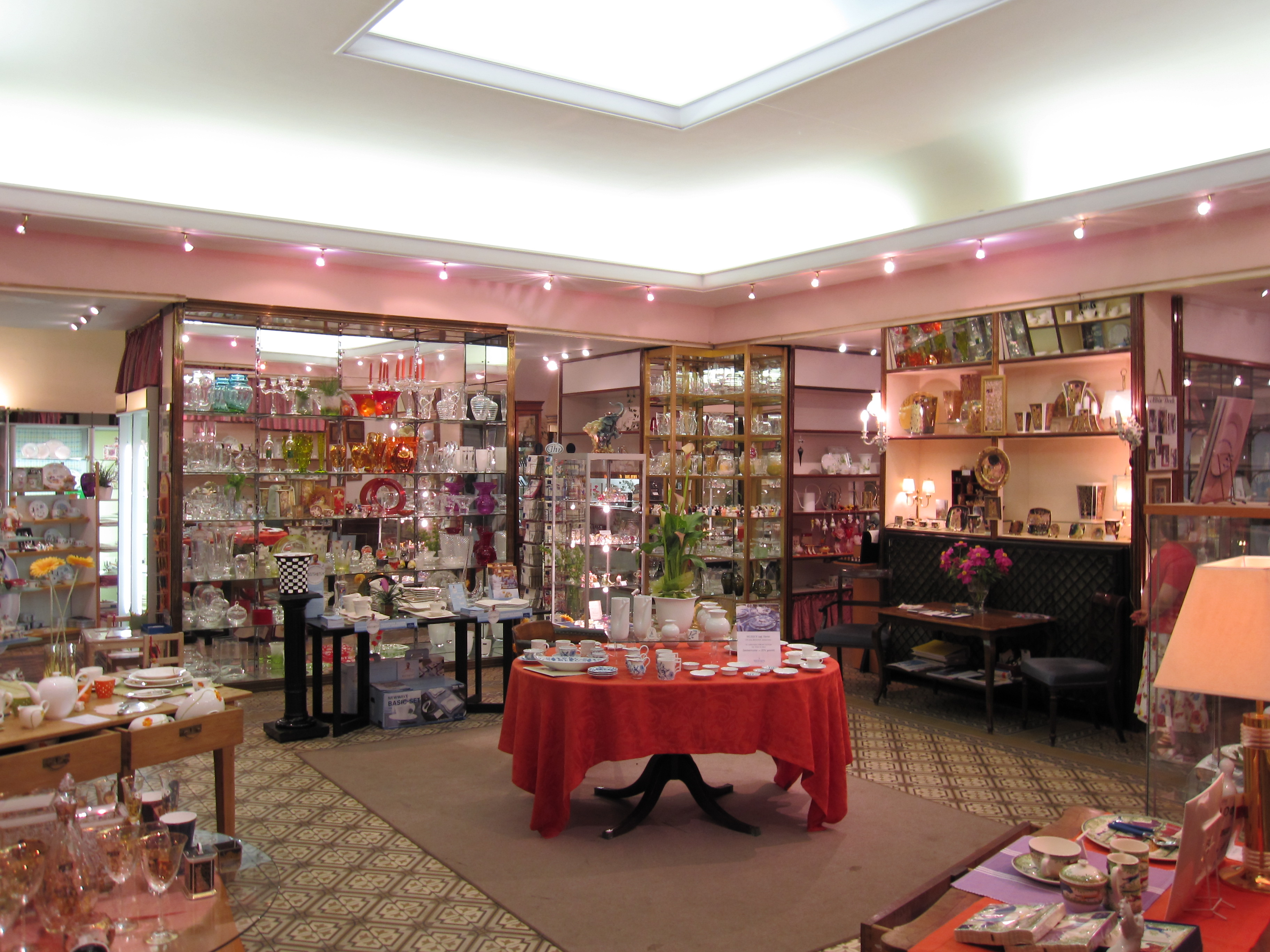
Innenansicht vom Albin Denk

Albin Denk ist ein altes Traditionsunternehmen in Wien, das mit Porzellan, Gläsern und Geschenken handelt. Das Geschäft befindet sich im 1. Wiener Gemeindebezirk Innere Stadt, Am Graben 13.

## Geschichte
Die Tradition des Unternehmens reicht bis in die vortheresianische Zeit ins Jahr 1702 zurück, wo in einem unterirdischen Gewölbe einer ehemaligen städtischen Eisgrube im Jahre 1702 eine Töpferwarenfirma gegründet wurde.
Zu der Zeit wurden in Wien am Petersplatz Töpferwaren verkauft, Porzellan wurde zu der Zeit noch nicht erzeugt. 1708/09, als man anfing Porzellan herzustellen war das „Eisgrübel“ am Petersplatz das erste Fachgeschäft, das diese Produkte, insbesondere der Wiener Manufaktur, den Kunden anbieten konnte. Der Handlungs-Almanach von 1849 notiert Albin Denk als beeideten Schätzmeister. Er vertrieb k.k. Neumarkter Steingut, Porzellan der böhmischen k.k. Porzellanmanufaktur Elbogen und bot echtes Wedgwood-Geschirr. Adel wie die gehobene Bourgeoisie wurden Kunden, sogar der kaiserliche Hof wurde beliefert. Dafür wurde 1878 Denk zum k.u.k. Hoflieferanten ernannt. Nach seinem Tod übernahm seine Frau Amalie das Geschäft und verkaufte es schließlich an Gustav Resch.
Um die Jahrhundertwende zog das Geschäft vom Petersplatz zum Generali-Haus am Graben. 1910 wechselte es erneut die Besitzerfamilie. Albin Denk vertrieb nebst Porzellan auch Glas, Silberplated-Waren und kunstgewerbliche Artikel. Mit dem Ersten Weltkrieg, dem Zusammenbruch der Monarchie 1918, der großen Wirtschaftskrise und den Bombenschäden während des Zweiten Weltkrieges konnte das Unternehmen trotz aller Wirren bestehen. Durch die Wirren der Zeit ging fast sämtliches Archivmaterial des Unternehmens verloren.
Zum Jubiläum des 250-jährigen Bestehens im Jahr 1952 entboten Handelsminister Josef C. Böck-Greissau sowie der Bürgermeister der Stadt Wien, Franz Jonas, persönlich ihre Glückwünsche.

## Produkte
Albin Denk bietet seit langem Porzellan und Geschenkartikel wie Meißener Porzellan, Aelteste Volkstedter Porzellanmanufaktur, Königlich Kopenhagen und seit 1995 von der Porzellanmanufaktur Augarten. Weitere Produkte sind von Wedgwoodware und Spode aus England, Haviland und Gien aus Frankreich, Villeroy & Boch aus Deutschland, Silberbestecke von Robbe & Berking und Wilkens und Kristall der Glashütten Eisch und Riedel. Hochzeitslisten können ebenfalls bestellt werden.
Seit 1975 werden zusätzlich aus Holz geschnitzte Figuren aus dem Erzgebirge, wie Räuchermänner, Nussknacker und Pyramiden sowie Keramikfiguren des Südtiroler Familienbetriebes Thun als Geschenkeartikel angeboten sowie Artikel für Weihnachten.